# Oberhofen (Aargau)
Oberhofen (AG) is een plaats en voormalige gemeente in het Zwitserse kanton Aargau, en maakt sinds 1 januari 2010 deel uit van de gemeente Mettauertal in het district Laufenburg.

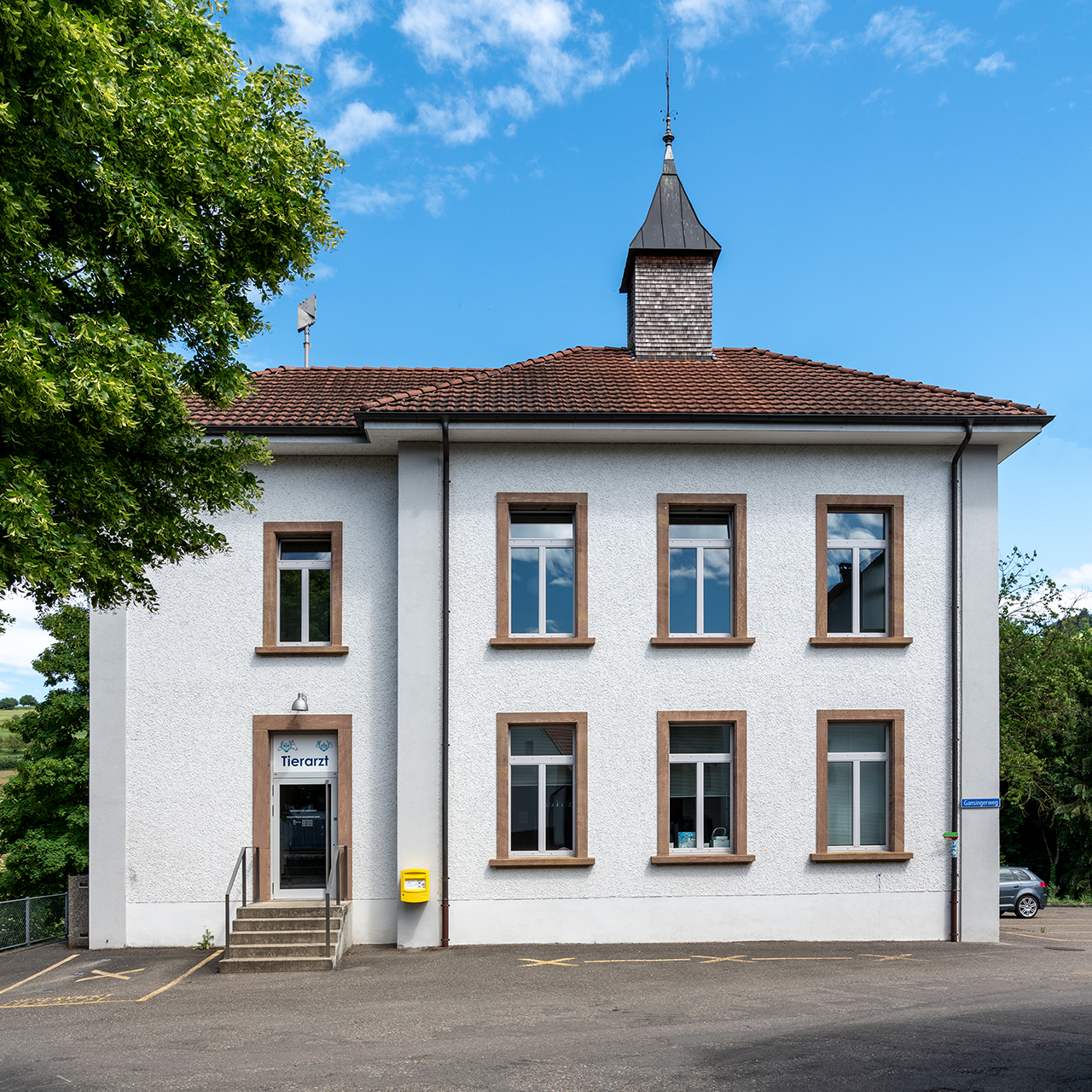
Het oude schoolgebouw te Oberhofen

Etzgen · Hottwil · Mettau · Oberhofen · Wil